# 朱仕強
朱仕強，四川省营山县人，1980年在四川达县（今达州市达川区）称帝。

## 早期生平
朱仕强为四川营山县大庙公社人，1960年迁居达县龙滩公社八大队二生产队，后师从其担任风水先生的外公何泽明从事宗教迷信活动。

## 稱帝事件
1980年11月22日，朱仕强在位于金石公社高峰大队六生产队的岳父马某家中，召集数十名村民，宣称玉皇大帝向其托梦，要其在此地住7日，7日之后自己就将即位称帝。为制造声势，还当众将20个煮好的荷包蛋分与众人食用，并宣称这是庆贺自己登基的“龙蛋”，吃后百年有福。11月23日，朱仕强在其家中举行登基仪式，正式登基称帝。朱仕强坐于放置在门外阶沿上的马架椅上，对跪在阶下的数十名信徒宣称，今冬明春有大灾难，山要崩，地要平。而自己现在是玉皇大帝，只有对其尽忠、给其下跪的人，才能够消灾除难，享受皇恩，否则就会遭灾等。还以自己是玉皇大帝，要娶48个夫人，给其做夫人可以享受皇恩为名，当场册封包括其叔岳父马志的16岁女儿马某某和护士唐某在内的等4名女子分别为一、二、三、四品夫人。

## 犯行
从11月22日至26日为止，朱仕强连续5天以玉皇大帝自居接受受骗群众三呼万岁，口称“大人”，进行跪拜，并借机实施奸淫妇女，毒打群众等行为。11月23日，即朱仕强正式登基称帝之日当晚。朱仕强强迫被自己分别册封为一、二、三、四品夫人的马某某、唐某等四人连同其妻马井翠在内5人一起同床，实施强奸。11月27日，朱仕强叔岳父马志向当地公社报案。朱仕强恐罪行败露，先逃至其岳父家中，在岳父家进行封建迷信活动之后，又窜至位于龙滩公社九大队四生产队的其舅何兴发家中，并通过假装其已逝世的外公，即何兴发之父何泽明阴魂附体。其间何兴发女儿何碧芳7个月大的女儿邓琼和2岁的女儿邓汉英因哭闹惹怒朱仕强，朱仕强遂诬称邓琼和邓汉英两人为“反王” ，在先后令何碧芳与何兴发将两人处死未果后，亲自用锄头将2人杀害。事后，一名路遇此情的学生向当地公社报案。

## 審判和處決
1980年12月2日，朱仕强被警方逮捕，后被达县公安局以犯有以通过封建迷信为手段，奸淫妇女，毒打群众。大肆进行反革命宣传，并宣称“皇帝登位”，公开杀死两条人命等罪行为名判处死刑。